# Teorema di Gauss-Markov
Il teorema di Gauss-Markov, così chiamato in onore dei matematici Carl Friedrich Gauss e Andrej Markov, è un teorema in statistica matematica che afferma che in un modello lineare in cui i disturbi hanno valore atteso nullo, sono incorrelati e omoschedastici, gli stimatori lineari corretti più efficienti sono gli stimatori ottenuti con il metodo dei minimi quadrati.

## Enunciato del teorema
In termini più formali, si consideri un modello lineare in notazione matriciale:
{\displaystyle y=X\beta +\varepsilon ,}
dove {\displaystyle \mathrm {E} [\varepsilon ]=0} e {\displaystyle \mathrm {E} [\varepsilon \varepsilon ']=\sigma ^{2}I} (con {\displaystyle A'} si indica la matrice trasposta della matrice {\displaystyle A}); essendo
{\displaystyle {\hat {\beta }}=(X'X)^{-1}X'y}
il vettore degli stimatori dei minimi quadrati, allora qualunque stimatore alternativo
{\displaystyle b=Ly}
ottenuto come combinazione lineare degli {\displaystyle y} è tale per cui:
{\displaystyle \mathrm {Var} \left(b\right)-\mathrm {Var} \left({\hat {\beta }}\right)=\mathrm {E} \left[\left(b-\beta \right)\left(b-\beta \right)'\right]-\mathrm {E} \left[\left({\hat {\beta }}-\beta \right)\left({\hat {\beta }}-\beta \right)'\right]}
è una matrice semidefinita positiva.

## Dimostrazione
Si consideri un generico stimatore lineare {\displaystyle b=Ly}; si decomponga la matrice {\displaystyle L} come:
{\displaystyle L=D+(X'X)^{-1}X'.}
Si impone a questo punto che {\displaystyle b} sia uno stimatore corretto, ossia:
{\displaystyle \mathrm {E} \left[b\right]=\mathrm {E} \left[Dy+(X'X)^{-1}X'y\right]=\beta .}
Evidentemente, ciò è possibile solo se {\displaystyle DX=0} (e, ovviamente, {\displaystyle \mathrm {E} [L\varepsilon ]=\mathrm {E} [D\varepsilon ]=0}). La matrice delle covarianze di {\displaystyle b} è data da:
{\displaystyle \mathrm {E} \left[(b-\beta )(b-\beta )'\right]=\mathrm {E} \left[(D+(X'X)^{-1}X')\varepsilon \varepsilon '(D+(X'X)^{-1}X')'\right]=\sigma ^{2}(DD'+(X'X)^{-1}),}
poiché la correttezza di {\displaystyle b} impone che {\displaystyle DX=0}. Nell'espressione sopra si riconosce la matrice delle covarianze degli stimatori dei minimi quadrati {\displaystyle \mathrm {Var} ({\hat {\beta }})=\sigma ^{2}(X'X)^{-1}}; è immediato osservare che la matrice {\displaystyle \sigma ^{2}DD'=\mathrm {Var} (b)-\mathrm {Var} ({\hat {\beta }})} è semi-definita positiva, in quanto {\displaystyle \sigma ^{2}>0} e:
{\displaystyle v'DD'v=(D'v)'(D'v)=||D'v||^{2}\geq 0,\quad \forall v\neq 0,}
così che la tesi del teorema risulta dimostrata.